# Safari Club

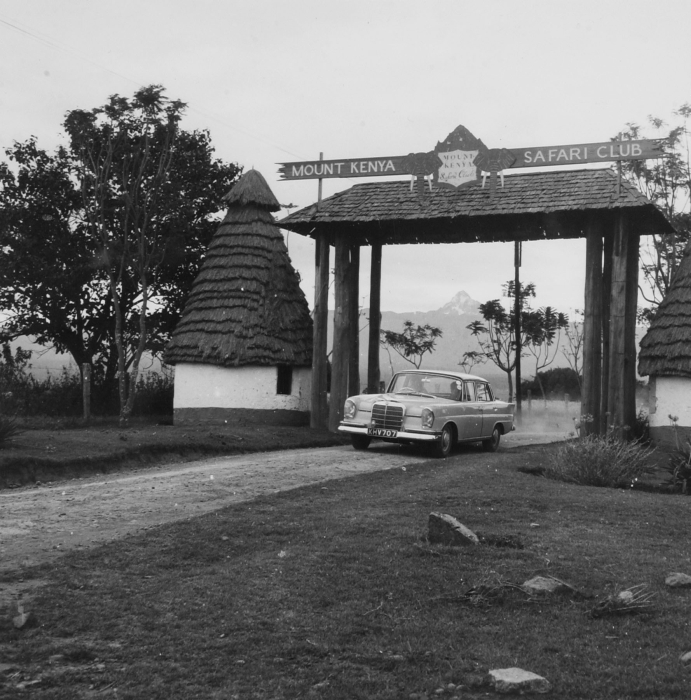
Il Mount Kenya Safari Club, resort dove venne firmato l'accordo e che diede il nome al gruppo.

Il cosiddetto Safari Club fu un accordo segreto di cooperazione e alleanza sottoscritto nel 1976 dai direttori dei servizi di intelligence di cinque paesi: Francia, Arabia Saudita, Egitto, Marocco e Iran; scopo principale dell'accordo era quello di coordinare le operazioni intraprese per contrastare le mosse dell'Unione Sovietica e dei movimenti di stampo marxista-leninista in Africa, nell'ambito dei più vasti eventi della guerra fredda. Gli Stati Uniti d'America fornirono supporto all'accordo pur non facendone formalmente parte.
Il "Safari Club" rimase in vita fino all'inizio degli anni 1980, quando lo scoppio della rivoluzione islamica a Teheran e la caduta del regime dello scià provocarono il ritiro dell'Iran dall'accordo e portarono alla scoperta dell'esistenza del patto.

## Organizzazione

### La nascita
Il progetto dell'accordo fu formulato da Alexandre de Marenches, il direttore dell'ufficio di intelligence estera della Francia (Service de documentation extérieure et de contre-espionnage o SDECE); la carta fondativa del gruppo fu quindi siglata nel 1976 nel corso di una riunione in Kenya nel resort "Mount Kenya Safari Club" (da cui il nome) da parte di cinque direttori di servizi segreti:
- Alexandre de Marenches, direttore dello SDECE francese;
- Kamal Adham, direttore del Al-Mukhabarat al-'Amma dell'Arabia Saudita;
- Kamal Hasan Ali, il direttore del Gihāz al-Mukhābarāt al-ʿĀmma dell'Egitto;
- Ahmed Dlimi, direttore della Direction de la surveillance du territoire del Marocco e comandante dell'Esercito marocchino;
- Nematollah Nassiri, direttore della SAVAK dell'Iran.

Il direttore del Département du Renseignement et de la Sécurité dell'Algeria fu invitato a unirsi all'accordo ma rifiutò l'offerta.
L'atto fondativo del Safari Club, citando i recenti sviluppi in Angola dove truppe sovietiche e cubane erano intervenute nella guerra civile in corso nel paese in appoggio al governo comunista del MPLA, indicava come scopo centrale dell'accordo il contrasto all'influenza sovietica in Africa e ovunque nel mondo tramite l'appoggio diretto ai governi e ai movimenti anti-comunisti; il patto nasceva da un incastro di interessi comuni dei vari paesi coinvolti (che già collaboravano tra di loro in una certa misura), e a fianco dell'impronta ideologica dell'anticomunismo globale erano ricompresi anche più concreti interessi economici e obiettivi di strategia militare.
La carta originale dell'accordo stabiliva la costituzione il 1º settembre 1976 di un centro operativo congiunto con sede a Il Cairo, dove il Safari Club stabilì il suo quartier generale; l'organizzazione comprendeva un segretariato, un ufficio pianificazione e un ufficio operativo, e il gruppo fece grandi acquisti di immobili e attrezzature per le comunicazioni sicure. Incontri tra i dirigenti si svolgevano abitualmente in Egitto o in Arabia Saudita.
La creazione del Safari Club coincise con il consolidamento della Bank of Credit and Commerce International (BCCI) del finanziere pakistano Agha Hasan Abedi: fondata nel 1972 e con sedi a Londra e Karachi, la BCCI divenne particolarmente attiva nel campo del riciclaggio di denaro in favore dell'Arabia Saudita e degli Stati Uniti, e grazie all'intervento di Kamal Adham fu utilizzata dal gruppo come meccanismo di raccolta di informazioni di intelligence in virtù dei suoi contatti con organizzazioni illegali di tutto il mondo. Un altro collaboratore stretto del Safari Club divenne anche Adnan Khashoggi, un finanziere saudita in stretti rapporti con Adham e attivo come trafficante illegale di armi su scala mondiale.

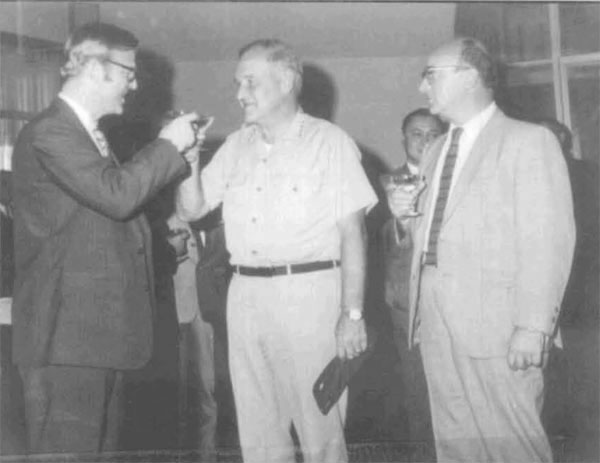
L'agente CIA Theodore Shackley (a destra), il contatto principale tra l'agenzia e il Safari Club.

### Il coinvolgimento degli Stati Uniti
Gli Stati Uniti non erano formalmente membri dell'accordo del Safari Club ma ne furono coinvolti in una certa misura, in particolare per parte della CIA. Henry Kissinger, segretario di Stato sotto l'amministrazione del presidente Gerald Ford, è accreditato come l'ideatore del supporto implicito degli Stati Uniti alle attività del Safari Club, visto come un utile modo per realizzare gli interessi statunitensi in zone periferiche senza il rischio di doversi assumere una responsabilità diretta, in particolare dopo l'approvazione da parte del Congresso di norme più stringenti circa l'avvio di operazioni militari coperte da parte del potere esecutivo.
L'appoggio degli Stati Uniti al Safari Club era anche un riflesso del generale clima di sfavore nell'opinione pubblica statunitense verso le attività governative segrete, generato dal recente scandalo Watergate e dalle investigazioni condotte dalla Commissione Rockefeller e dalla Commissione Church tra il 1975 e il 1976 sulle attività di CIA e FBI; il nuovo presidente Jimmy Carter appoggiò nel corso della sua campagna elettorale le preoccupazioni pubbliche circa le operazioni segrete statunitensi, e quando si insediò nel gennaio del 1977 pose un deciso freno alle attività coperte della CIA. La creazione del Safari Club fu anche una reazione degli alleati degli Stati Uniti alla contrazione delle attività segrete statunitensi all'estero sotto la nuova amministrazione di Carter, il cui "nuovo corso" era giudicato con disprezzo da francesi e sauditi.
Lo storico Peter Dale Scott ha classificato il Safari Club come parte della "seconda CIA", un'estensione dell'organizzazione gestita in modo autonomo da un gruppo di agenti chiave: se il nuovo direttore della Central Intelligence Agency Stansfield Turner, d'accordo con l'impostazione di Carter, cercava di limitare l'ambito delle operazioni dell'agenzia, agenti importanti e posti in posizioni chiave come Theodore Shackley (direttore associato alle operazioni), il suo vice Thomas G. Clines e Edwin P. Wilson mantennero segretamente attive le loro connessioni con il Safari Club e la BCCI; Shackley e Wilson in particolare sostennero le operazioni del Club in cambio di denaro, potere e influenza.

## Operazioni

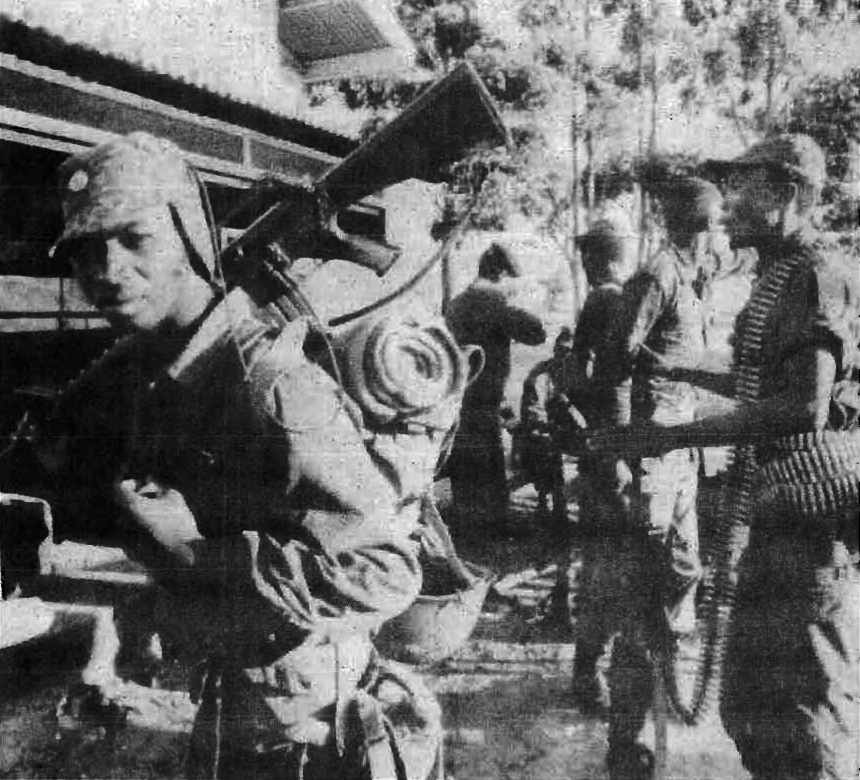
Soldati zairesi e consiglieri militari marocchini durante la prima guerra dello Shaba

Il Safari Club stabilì una informale divisione dei lavori nella condotta delle sue operazioni globali: sauditi e iraniani fornivano il denaro, i francesi tecnologia di alto livello ed egiziani e marocchini rifornimenti di armi e truppe; le operazioni del gruppo erano tipicamente coordinate con quelle delle agenzie di intelligence statunitensi o israeliane.
Il primo intervento noto del gruppo si ebbe nel marzo-aprile del 1977, durante gli eventi della prima guerra dello Shaba in Zaire: il governo filo-occidentale del dittatore zairese Mobutu Sese Seko si trovò alle prese con una insurrezione nella regione dello Shaba (l'ex Katanga) da parte del Fronte Nazionale per la Liberazione del Congo, movimento connesso al MPLA angolano e sostenuto dall'Unione Sovietica; come risposta all'azione del FNLC, aerei francesi trasportarono nello Shaba 1.500 soldati marocchini mentre l'Egitto fornì una cinquantina di piloti per equipaggiare i caccia Dassault Mirage III messi a disposizione degli zairesi dalla Francia, con Stati Uniti, Belgio e Cina che fornirono aiuti in armi alle truppe di Mobutu. L'azione nello Shaba fu coronata da pieno successo, con una netta sconfitta del FNLC e la sanguinosa riconquista della regione ad opera del governo centrale; l'azione servì anche a difendere gli interessi delle compagnie francesi e belghe sulle risorse minerarie dello Zaire. Oltre all'azione nello Shaba, il Safari Club si inserì anche nella guerra civile angolana fornendo 5 milioni di dollari in aiuti al movimento anti-comunista dell'UNITA di Jonas Malheiro Savimbi.

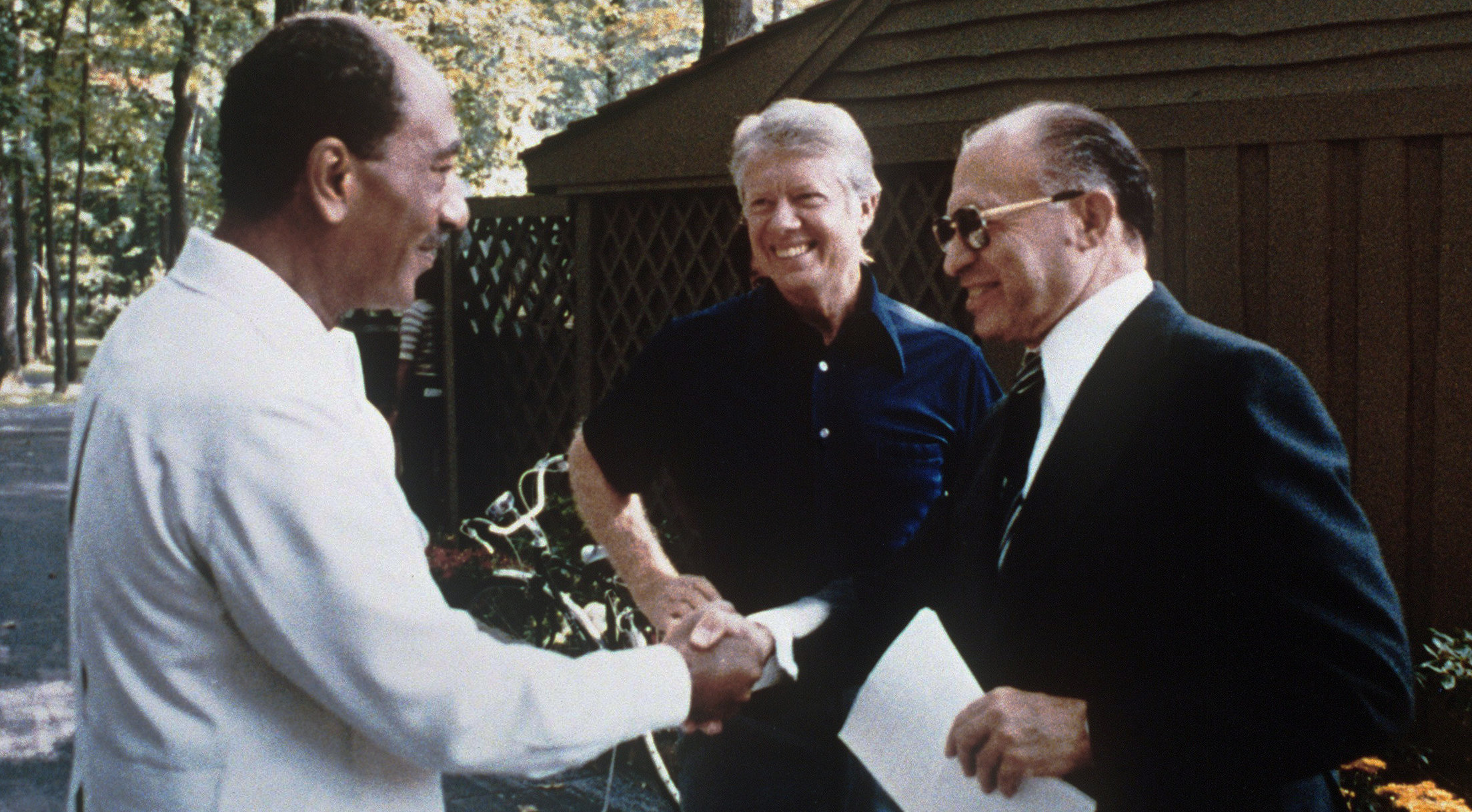
Da sinistra: Sadat, Carter e Begin a Camp David

Il gruppo giocò un ruolo di mediazione nel corso dei colloqui di pace tra Egitto e Israele, che condussero poi alla visita di Anwar al-Sadat a Gerusalemme nel 1977, agli accordi di Camp David del 1978 e al trattato di pace israelo-egiziano del 1979: questo processo fu avviato dal membro marocchino del Safari Club, Ahmed Duleimi, che consegnò personalmente a Sadat una lettera del primo ministro israeliano Menachem Begin contenente avvertimenti circa un piano di assassinio ordito contro di lui dal governo libico; questo messaggio fu poi seguito da incontri segreti in Marocco, supervisionati dallo stesso re Hassan II, tra il generale israeliano Moshe Dayan, il direttore del Mossad Yitzhak Hofi e il vice primo ministro egiziano Hassan Tuhami, che spianarono la via agli accordi di pace. Fu nel corso di questi colloqui che, quando il direttore della CIA Turner riferì a una delegazione israeliana che l'agenzia non avrebbe più mantenuto un regime di favore verso Israele, Shackley, segretamente connesso al Safari Club, contattò il Mossad e si presentò come loro aggancio diretto all'interno della CIA.
Tra il 1977 e il 1978 il Safari Club intervenne poi negli eventi della guerra dell'Ogaden tra Etiopia e Somalia, conflitto scaturito dal desiderio somalo di annettersi la regione etiope dell'Ogaden: prima della guerra l'Unione Sovietica sosteneva entrambi i regimi (in Etiopia la giunta militare di Menghistu Hailè Mariàm, in Somalia il governo del dittatore Mohammed Siad Barre), ma dopo il fallito tentativo di negoziare un cessate il fuoco Mosca decise di schierarsi con gli etiopi fornendo loro un miliardo di dollari in armi ed equipaggiamenti oltre a migliaia di consiglieri militari e specialisti sovietici e cubani, dando la spinta necessaria perché l'esercito etiope potesse passare al contrattacco e respingere gli invasori somali. Il Safari Club approcciò il leader somalo Siad Barre, offrendo aiuti militari in cambio del suo ripudio dell'appoggio sovietico alla Somalia: Barre accettò, e l'Egitto lo rifornì di armi ex sovietiche tratte dai suoi arsenali per un totale di 75 milioni di dollari pagati dai sauditi, mentre l'Iran fornì armamenti di fabbricazione statunitense in surplus dalle sue dotazioni.
Nell'aprile del 1978 infine, i membri del Club e in particolare Arabia Saudita e Iran via BCCI furono in prima linea nell'inviare aiuti in armi e denaro ai primi gruppi di guerriglieri mujaheddin dell'Afghanistan, insorti contro il governo centrale di stampo marxista; l'aiuto del Safari Club precedette di più di un anno l'avvio di un'analoga mossa da parte degli Stati Uniti, l'operazione Cyclone.

## Scioglimento
La conclusione della rivoluzione iraniana nel febbraio 1979 segnò la fine del Safari Club: la caduta del regime dello scià Mohammad Reza Pahlavi e l'istituzione di un governo islamico ferocemente anti-occidentale retto dall'ayatollah Ruhollah Khomeyni eliminò l'Iran come membro del gruppo; inoltre, il nuovo regime permise al noto giornalista egiziano Muhammad Hassaneyn Haykal di accedere agli archivi della disciolta SAVAK, portando all'attenzione dell'opinione pubblica l'esistenza dell'accordo.
Le connessioni tra i membri del Safari Club si rivelarono utili anche dopo lo scioglimento. Il direttore dello SDECE Alexandre de Marenches fu usato dal nuovo direttore dei Mukhābarāt saudita, principe Turki bin Faysal Al Sa'ud, come canale di comunicazione riservata con il governo di Parigi durante i fatti del sequestro della Grande Moschea nel novembre-dicembre del 1979, mossa che consentì l'invio di apparecchiature militari e specialisti francesi in appoggio alle truppe di Riad; un altro membro del Safari Club, il Marocco, si offrì di inviare truppe a La Mecca durante la crisi, anche se questo aiuto fu poi rifiutato dai sauditi. De Marenches e il Safari Club furono accusati, in combutta con il direttore della CIA William J. Casey, di aver organizzato la cosiddetta "cospirazione della sorpresa d'ottobre", utilizzando la crisi degli ostaggi in Iran ai danni dell'amministrazione Carter e per favorire l'ascesa di Ronald Reagan alla presidenza; Casey, Shackley e de Marenches furono poi attivamente coinvolti nel cosiddetto "Irangate", utilizzando la BCCI come intermediario.